# Badachšán
Provincie Badachšán (persky ولایت بدخشان‎, paštunsky د بدخشان ولایت‎) je afghánská provincie na severovýchodě země v podhůří Hindúkuše. Hlavním městem je Fajzábád. Provincie je tvořena 13 kraji.

## Historie
Oblast Badachšán byla součástí Sásánovské říše. Název je odvozen od středoperského badachš což byl sásánovský šlechtický titul.
Badachšán a Pandžšír byly jedinými provinciemi, které se Tálibánu nepodařilo dobýt a začlenit do svého emirátu. Tato oblast byla až do invaze americké armády do Afghánistánu pod kontrolou tzv. Severní aliance.

## Hospodářství
Navzdory obrovským zásobám nerostného bohatství je Badachšán jednou z nejchudších oblastí nejen Afghánistánu, ale celosvětově. Opiový mák je zde jediným skutečným zdrojem příjmů obyvatel. Z důvodu nedostatku infrastruktury a naprosté nedostupnosti tohoto území a tedy i lékařské péče je zde celosvětově také jedna z nejvyšších úmrtností rodiček, mateřská mortalita.

### Nerostné bohatství
Zdejší naleziště vzácných kamenů jsou historicky proslulá, těží se v Badachšánu už od dávných dob: Kameny odtud obdivovali i perští králové. Například Marco Polo zmiňoval balasrubíny těžené v Šugnanu, takový spinel je i ve Svatováclavské koruně.
Tradičně se tu po tisíciletí těží lazurit, v podobě lapis lazuli: Ultramarín. V době sovětské okupace z jeho prodeje byly financovány povstalecké jednotky bojující proti sovětům a později i jednotky Severní aliance bojující proti Tálibánu. Odhaduje se, že doly v okrese Kuran wa Munjan skrývají ještě 1 290 tun lazulu.
V nedávné době bylo v Badachšánu objeveno další rozsáhlé naleziště, tentokrát smaragdů a rubínů.